# 能條歩
能條 歩（のうじょう あゆむ、1963年 - ）は、日本の自然体験教育学者、博士（地球環境科学）。北海道教育大学岩見沢校教授（アウトドア・ライフコース）。自然体験教育学や臨床環境教育、災害教育などを専門とする。NPO法人「北海道自然体験活動サポートセンター」理事長。地学団体研究会会長。北海道環境審議会委員。

## 略歴
- 1963年（昭和38年）北海道に生まれる。
- 1986年（昭和61年）3月 北海道教育大学卒業、教育学士号を取得
- 1986年（昭和61年）4月 北海道虻田高等学校 教員
- 1990年（平成2年）4月 北海道檜山北高等学校 教員
- 1993年（平成5年）4月 北海道瀬棚郡今金町教育委員会
- 1998年（平成10年）3月 北海道大学大学院地球環境科学研究科博士後期課程修了、博士（地球環境科学）を取得
- 1998年（平成10年）10月 北海道教育大学岩見沢校 助教授
- 2006年（平成18年）4月 北海道教育大学岩見沢校 准教授
- 2012年（平成24年）4月 北海道教育大学岩見沢校 教授

## 人物
父は詩人・農業ジャーナリストで札幌市歌「市民の歌」作詞者の能條伸樹。
1986年に北海道教育大学を卒業後、1986年に有珠山麓にある北海道虻田高等学校に高校教員として赴任。有珠山は世界的にみても活発な活火山の一つとして知られ、火山災害に関連する教育活動や地球環境変遷についての研究活動を通じ、自然災害教育や環境教育の重要性を意識するようになる。
その後の1993年、今金町教育委員会の職員（社会教育係兼文化財保護係・学芸員）となり、同年7月に発生した北海道南西沖地震を経験する。その後、リスクマネジメントや防災教育にも目を向けるようになり、長崎県の雲仙普賢岳やインドネシア共和国のムラピ山など国内外の噴火被災地における現地調査・視察の経験も有する。
現在は主に、動的自然観や地球規模の時間・空間スケールを理解するための自然体験教育のあり方や自然体験教育そのものの体系化について研究し、「SDGs（持続可能な開発目標）」達成を目指す授業づくりに関する指導にも尽力。学内外を通じ、人と自然をつなぐ指導者の育成にも奔走している。
大学内での主な担当講義は「自然誌の読み解き」「環境問題と科学」「自然体験プログラム実習I〜II」「自然認識法実習I〜II」「インタープリテーション」「野山のフィールド経験実習」「中学保健体育科教育法II」「倫理・人権」「冬のフィールド経験」「フィールド経験指導実践」「教職実践演習」「野外環境教育概論」「野外環境教育学特講II」「野外環境教育特講」「持続可能な社会づくりのための教育計画」など。
2011〜2018年まで、学生・卒業生とともに「ゆうばりネイチャーキッズクラブ」を組織し、福島県在住の被災児童と北海道在住児童を対象に、自然体験による放射能災害被災児童支援活動の「ふくしまキッズ」を年3回（1回10〜20日程度）実施した。
2011年6月から2013年5月まで日本ネイチャーゲーム協会・理事。2013年3月から日本環境教育学会北海道支部支部長。2013年12月から2024年3月まで公益社団法人日本シェアリングネイチャー協会指導者養成委員長。2016年7月から2021年6月まで日本環境教育学会の代議員、2023年8月まで同学会の学会誌編集委員。2020年から北海道環境審議会の委員。2024年8月に地学団体研究会会長に就任。

## 著書

### 単著
- 『増補改訂版　人と自然をつなぐ教育ー自然体験教育学入門ー』（2020年4月）
- 『はぐくもう！自立型災害ボランティアマインド〜自然災害と被災地支援〜』（2019年3月）
- 『あなたにもできる！環境教育・ESD』（2017年12月）
- 『学校教育を活かす自然体験教育』（2017年3月）
- 『人と自然をつなぐ教育ー自然体験教育学入門ー』（2015年1月）
- 『自然体験活動を学校教育で！—学校教育における意義と留意点Q&A—』（2009年10月）
- 『自然体験学習論（第四章　科学教育における自然体験学習）』（2006年4月）
- 『自然災害ボランティアABC（自然災害はなぜ起きるか）』（2006年2月）
- 『環境教育資料－巡検案内－　洞爺湖周辺の自然史と災害』（2003年7月）
- 『環境教育資料3　洞爺湖周辺の自然史』（1998年3月）
- 『虻田町周辺の自然（副読本）』（1989年）

### 共著・監修
- 『増補改訂版　とぎすまそう！安全への感覚〜里山活動でのリスク管理〜』2021年6月
- 『たのしくやろう！　KYTトレーニングワークショップ素材集』（2020年5月）
- 『環境教育の30年をふりかえって〜量質転換と系統化・体系化〜.「日本環境教育学会第30回年次大会（山梨）報告ー公開シンポジウムの記録ー」』（2019年11月）
- 『事典　持続可能な社会と教育』（2019年7月）
- 『自然観察』2019年7月
- 『新編　新しい理科（文部科学省検定教科書，小学校）3〜6年』（2019年3月）
- 『とぎすまそう！安全への感覚〜里山活動でのリスク管理〜』（2018年11月）
- 『人と自然をつなぐ教育III-こどものキャンプと登山-』（2017年6月）
- 『人と自然をつなぐ研究〜ネイチャーゲーム大学講義録〜』（2016年6月）
- 『人と自然をつなぐ教育II〜自然体験教育の実践〜』（2015年10月）
- 『野外教育の理論と実践』（2015年4月）
- 『新しい理科（文部科学省検定教科書，小学校）3〜6年』（2014年4月）
- 『自然災害ボランティア・ハンドブック-被災地に負荷をかけない活動の手引き-』（2011年7月）
- 『小学校の授業に生きるネイチャーゲーム（スタート編）』（2007年2月）
- 『ネイチャーゲーム指導員ハンドブック（アクティビティー編）』（2005年）
- 『文部科学省検定小学校教科書　新しい理科3年・4年上・4年下・5年上・5年下・6年 上・6年下』（2005年）
- 『教師用指導書　新編新しい科学　2分野　地方版資料　北海道版』（2002年3月）
- 『改訂版　道南の自然を歩く』（1989年）
- 『道南の自然を歩く』（1989年）

## 論文

### 単著
- 『環境教育としての自然体験（北海道森林管理局（2024)）』2024年7月
- 『道徳における「生命の尊さ」「自然愛護」「自然への畏敬の念」の涵養ー自然体験による主体的・対話的で深い学びー』2024年6月
- 『「総論　命を守るカリキュラム・マネジメント〜教科をつなぐ減災教育〜」『これからの防災・減災教育を考える』,教育の窓北海道版,38,東京書籍, 2-16.』
- 『post-SDGs時代の環境教育学〜自然体験教育学の視程〜』2023年7月
- 『環境教育としての自然体験ーこどもの自然体験の重要性ー』2021年1月
- 『科学教育と自然体験 学習－パッケージドプログラムを利用した自然体験学習のすすめ－』2004年5月
- 『講義の内容改善と当世岩教大生気質』2001年3月
- 『“教師用指導書”と市販テストの観点別評価について－授業と評価における市販資料に関する予察的研究－』2001年2月
- 『Foraminifera from the Kuromatsunai and Setana Formations in southwestern Hokkaido, Japan-Preliminary report-』1998年3月
- 『地層の命名について』1997年
- 『北海道南西沖地震に伴う液状化現象』1993年
- 『自然・環境教育と地域素材－生物と地学との接点－』1987年

### 共著・監修
- 『自然保育と環境教育・ESD』第3,4,5,9章,62-139,190-213,252』2023年3月
- 『環境教育プログラムによる「自然との一体感」や「畏敬の念」の獲得― ネイチャーゲームの効果研究に基づく考察 ―. 環境教育 31, 28-39.』2022年3月
- 『自然の直接体験による癒し効果の検証 ― ネイチャーゲームによる回復感と自然に対する嫌悪感・親和性の変化 ― 北海道教育大学紀要. 教育科学編 72(2),353-366頁』2022年2月
- 『乳幼児の保護者の主観的幸福感や自然に対する肯定的態度と教育観との関係 北海道教育大学紀要，教育科学編 72(1),537頁』2021年8月
- 『コロナ禍における乳幼児の保護者の「困り感」 北海道教育大学紀要，教育科学編 72(1),475-484頁』2021年8月
- 『環境教育における災害の学びのあり方を考える : 防災環境教育(災害と環境教育)セミナー・フォーラムの開催に向けて 環境教育 30,62-67頁』2021年7月
- 『屋外での保育における保育者の危険予知，回避・コントロール，対策能力向上に向けた教材開発 飯田女子短期大学紀要 38,157-172頁』2021年3月
- 『	幼稚園・保育園・認定こども園の安全管理の実態に基づいた支援活動』2020年9月
- 『自然体験教育と環境教育の視座から見た日中の幼児教育における一考察』2020年8月
- 『北海道安平町フモンケ川流域に分布する支笏降下軽石および火砕流堆積物を覆う砂礫層のAMS14年代』2020年7月
- 『福島県在住の小中学生を対象とした森林体験を伴う自然体験活動が生きる力と自然との共生観に及ぼす効果  （共著）』2020年3月
- 『地震災害を経験した大学生による減災教育の評価ーSDGsの達成に向けたクロスカリキュラムによる減災教育ー  （共著）』2020年2月
- 『対話的な学びのための自然体験教育による「建設的コミュニケーション力」の育成〜集団宿泊学習における野外教育プログラムの検討〜』2018年8月
- 『『東日本大震災以降の学生の防災・減災意識の変化と減災教育』2018年8月
- 『北海道北広島市西の里で認められた第四系の地質年代』2018年3月
- 『アサーショントレーニングと野外活動の関係性』2018年2月
- 『北海道北広島市西の里から産出した貝化石（速報）』2016年3月
- 『自然ガイド・自然体験学習指導者のためのセルフラーニングテキスト』2011年7月
- 『自然体験学習指導者に求められるサイエンスリテラシー』2011年7月
- 『環境教育としての自然体験学習の課題と展望』2009年7月
- 『北海道中央部石狩低地帯東縁長沼地域の中～上部更新統層序と古環境』2008年9月
- 『Geology and sedimentary environments of the Pleistocene Setana Formation in the Kuromatsunai district, southwestern Hokkaido, Japan.』2008年3月
- 『大学における自然体験学習指導者の養成と体験学習法に基づくカリキュラム設計』2007年5月
- 『New bryozoan taxa from the Middle Miocene of Hokkaido, Japan, and the first fossil occurrences of Kubaninella and Hayamiella gen. nov.』2004年9月
- 『西南北海道今金地域の新第三系黒松内層から産出した放散虫化石による生層序年代』2004年5月
- 『北海道における新生界の微化石研究－1990年以降の研究成果の総括と今後の課題－』2003年6月
- 『北海道中央部石狩低地帯東縁地域の上部更新統層序と古環境変遷』2002年9月
- 『石狩低地帯中央部馬追層産出の有孔虫化石（予報）』2001年12月
- 『硫酸ナトリウムを用いた火成岩組織の成因推定実験』2001年12月
- 『有珠山西麓に分布するインパクトクレーター状地形－史跡入江貝塚の発掘により発見された古地形群－』2000年10月
- 『微化石の教材化に関する一考察－導入教材・探究活動素材としての可能性と観察法－』2000年9月
- 『総合的な学習の時間の理科的展開－探究過程を重視した科学教育を志向して－』2000年5月
- 『貝殻密集層のタフォノミー－軟体動物化石と有孔虫化石の複合解析による堆積過程の復元－』1999年12月
- 『西南北海道瀬棚層の広域的岩相層序と生層序年代』1999年5月
- 『西南北海道日本海側熊石-乙部地域の鮮新統～更新統の堆積年代』1997年5月
- 『西南北海道貝類化石資料，その3．黒松内層より産出したLucinoma acutilineata （Conrad）』1997年3月
- 『西南北海道今金－上八雲地域の瀬棚層の“不整合”』1997年3月
- 『西南北海道今金ー北桧山地域の鮮新－更新世有孔虫化石（予報）』1997年3月
- 『日本で初めて発見された温水カルスト－北海道南西部今金町ピリカ鍾乳洞－』1996年9月
- 『西南北海道貝類化石資料　その2．厚沢部層より産出したConchocele bisecta (Conrad)』1996年3月
- 『西南北海道瀬棚層の堆積年代』1996年3月
- 『1993年北海道南西沖地震とその地質災害』1995年3月
- 『西南北海道貝類化石資料　その1．八雲層より産出したDelectopecten peckhami(Gabb)』1995年3月
- 『西南北海道瀬棚地域の中新統馬場川層より産出したArcid－Potamid動物群』1994年3月
- 『西南北海道今金地域の黒松内層今金火山岩類のK－Ar年代』1994年1月
- 『西南北海道の中新世軟体動物化石群と古環境（予報）』1992年
- 『渡島半島南部日本海側鶉層から産出したAnadara amiculaを伴う前期更新世貝類群集』1991年